# Engrund
Engrund är en ö i Finland. Den ligger i Norra kvarken och i kommunen Korsholm i den ekonomiska regionen  Vasa i landskapet Österbotten, i den västra delen av landet. Ön ligger omkring 17 kilometer norr om Vasa och omkring 380 kilometer norr om Helsingfors.
Öns area är 2 hektar och dess största längd är 240 meter i sydväst-nordöstlig riktning.